# Froben Christoph de Zimmern
Conde Froben Christoph de Zimmern (19 de fevereiro de 1519 – 27 de novembro de 1566) foi o autor da Crônica de Zimmern e membro da família von Zimmern, da nobreza Suábia.
Este artigo baseia-se principalmente na biografia escrita por Beat Rudolf Jenny.

## Juventude e anos de estudo
Froben Christoph nasceu no Castelo de Mespelbrunn, no Spessart, filho de Johann Werner e de sua esposa Katharina de Erbach. Foi criado ali e em Aschaffenburg por seu avô postiço Philipp Echter e por sua avó, a Condessa de Werdenberg.
Ele só visitou Meßkirch (Zimmern) em 1531. Durante uma breve estadia no Castelo de Falkenstein, teve um encontro tenso com seu pai. Após esse encontro, foi viver com seu tio Gottfried Werner de Zimmern em Meßkirch.
Em 1533, Froben Christoph e seu irmão mais velho, Johann, começaram os estudos na Universidade de Tübingen. Após uma passagem por Estrasburgo, estudou de início de 1534 até 1535 em Bourges. Durante o inverno de 1536/37, estudou em Colônia e, a partir da Páscoa de 1537, sem seu irmão, em Lovaina, onde permaneceu até julho de 1539.
Após uma breve estadia em casa, retornou a Lovaina em novembro de 1539 com intenção de prosseguir os estudos na Espanha. No entanto, mudou os planos e, em dezembro de 1539, viajou por Paris até Angers. Em 23 de fevereiro de 1540, em Paris, concluiu sua primeira obra histórica, o liber rerum Cimbriacarum, que é virtualmente uma primeira (e breve) versão da Crônica de Zimmern.
Logo após a Páscoa de 1540, Froben viajou para Angers, junto com seu irmão mais novo, Gottfried, que reencontrara em Paris. No inverno de 1540/41, continuaram os estudos em Tours, já que o custo de vida em Angers havia se tornado muito elevado. Froben adoeceu gravemente nesse período. Pode ter sido varíola ou efeito de algum de seus experimentos alquímicos.
Após a recuperação, retornou às pressas para Meßkirch, temendo por sua vida devido a uma rixa contra sua família. Chegou a Meßkirch no fim de julho de 1541. Seus temores não se confirmaram, e ele retomou os estudos no outono, em Speyer. Lá, viveu na casa do tio Wilhelm Werner de Zimmern, que era, à época, assessor do Reichskammergericht e foi promovido a juiz pleno em 1548. Em julho de 1542, Wilhelm suspendeu temporariamente suas atividades no tribunal, e Froben Christoph concluiu os estudos.

## Primeiros anos como nobre suábio
É notável que Froben praticamente não teve contato com o pai durante os primeiros 23 anos de vida. Não o viu nos primeiros doze anos, e nos onze seguintes, encontrou-o apenas quatro vezes, por um tempo total significativamente inferior a doze meses. A antipatia entre eles era mútua.
Não surpreende, portanto, que Froben tenha passado os anos até herdar o condado em Meßkirch com seu tio Gottfried Werner, ao invés de viver no Castelo de Falkenstein com o pai. Gottfried talvez o visse como o filho que não teve ou como garantia da continuidade da família von Zimmern. Em todo caso, cuidou de sua educação.

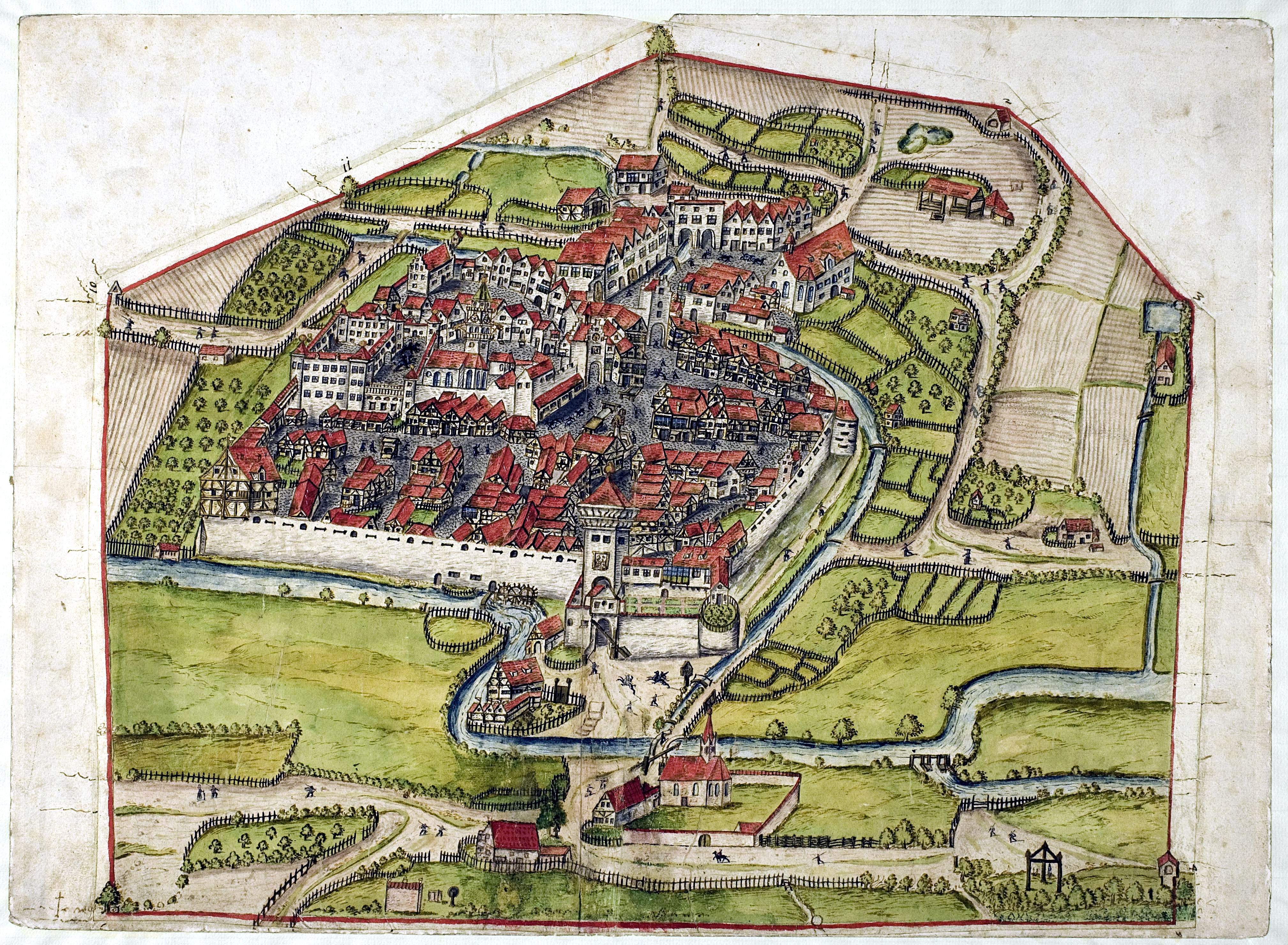
Vista aérea de Meßkirch em 1575. No topo, o novo subúrbio com o Castelo de Weisenburg e o novo hospital. O subúrbio foi fundado em 1550.

Os doze anos seguintes foram difíceis, pois Gottfried Werner era muito econômico com o sobrinho. No entanto, a Crônica de Zimmern sugere que a relação entre eles era cordial. Froben cumpria obrigações sociais por seu tio e, após a morte do pai em janeiro de 1548, também por suas próprias propriedades.
Em 1544, Froben casou-se com Kunigunde, filha de Wilhelm IV de Eberstein. Três anos depois, participou da Dieta de Augsburgo. Após a morte do pai em 1548, tratou de assegurar sua herança, incluindo o pagamento à amante do pai e a obtenção da renúncia de direitos por parte do irmão. Em junho de 1549, viajou a Innsbruck para receber confirmação de um feudo na Áustria. Seu único filho, Wilhelm, nasceu em 17 de junho de 1549, o que motivou o início de projetos de construção, tal como fizera seu tio. Em 1550, iniciou a construção de um novo subúrbio em Meßkirch.
Em 9 de março de 1554, seu tio sofreu o primeiro derrame. Em presença de testemunhas, entregou as chaves e o título de todos os seus bens terrenos a Froben.

## Conde reinante
Após a morte de Gottfried Werner em 12 de abril de 1554, Froben imediatamente pediu aos súditos que lhe jurassem fidelidade. Também convidou seus irmãos a renovar a renúncia dos direitos sucessórios. Quando seu cunhado Filipe de Eberstein casou-se com a Condessa Joana de Donliers em Saint-Omer, em 1556, Froben e parentes aproveitaram para organizar uma viagem à Flandres via Zweibrücken, Tréveris, Liège, Tongeren, Lovaina e Bruxelas.

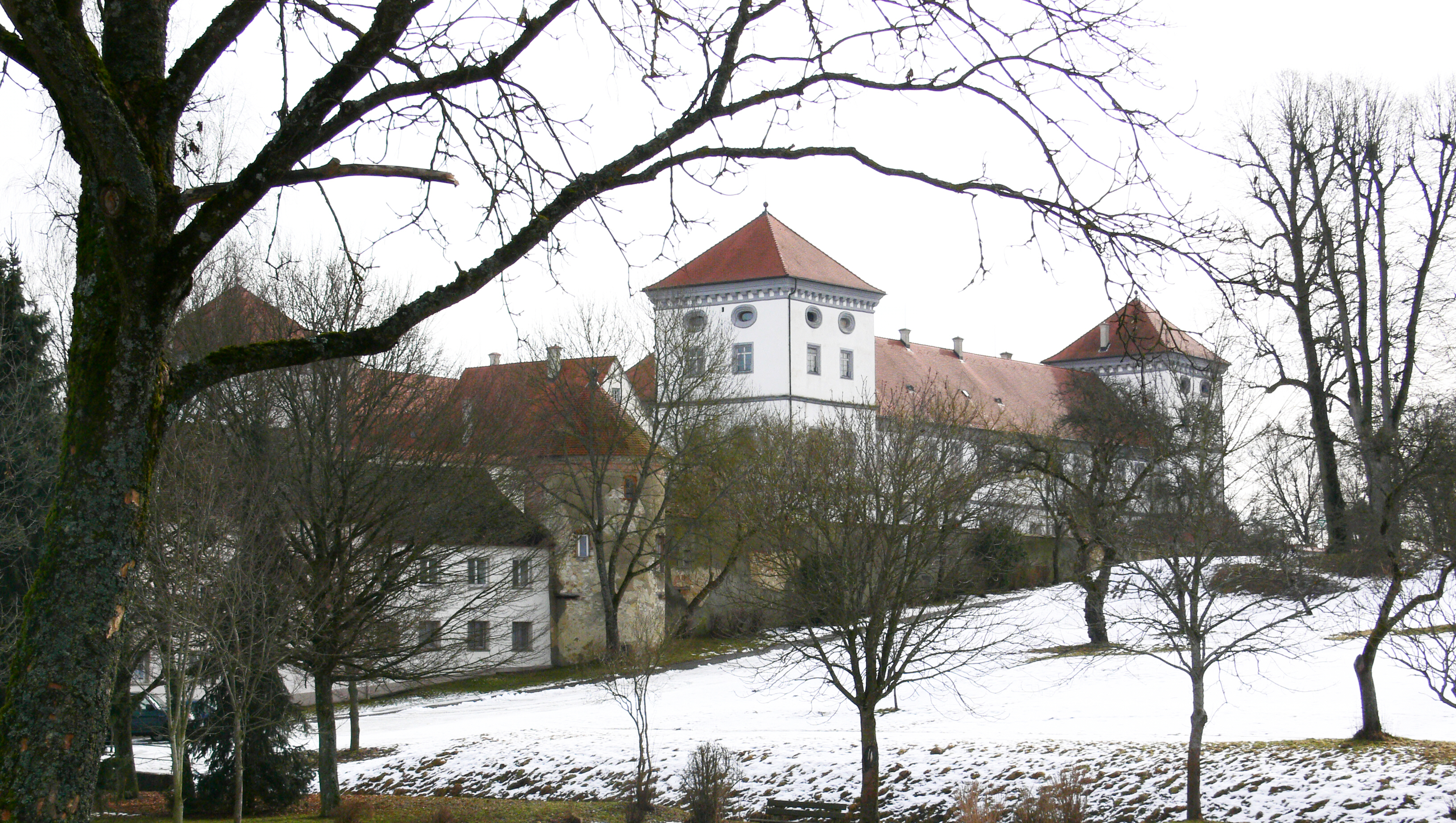
O castelo em Meßkirch

Em 9 de maio de 1557, Froben lançou a pedra fundamental da reconstrução do castelo em Meßkirch. Seria o primeiro castelo de estilo italiano com quatro alas no sul da Alemanha. Na primavera de 1558, acrescentou um pomar inspirado no da corte de Heidelberg. Em 8 de outubro de 1558, nasceu seu sétimo filho. Esta foi a última entrada da Crônica de Zimmern (excetuando-se os suplementos). Em 1559, aposentou-se da vida pública, embora tenha comparecido à Dieta de Augsburgo.

## Cronista
O manuscrito A da Crônica de Zimmern provavelmente se originou nessa época. O manuscrito B foi redigido por volta de c. 1565.
No inverno de 1565/1566, provavelmente realizou uma viagem à Itália, um antigo sonho de juventude. Desejava estudar em Bolonha, o que foi impedido pelo pai. Notas da crônica mencionam visitas a Veneza e Roma.
Morreu em 27 de novembro de 1566, provavelmente em Meßkirch.

## Casamento e descendência
Em 1544, Froben casou-se com Kunigunde de Eberstein. Tiveram os seguintes filhos:
- Anna (n. 1544), casou-se com Joachim de Fürstenberg
- Apollonia (1547–1604), casou-se com Georg de Helfenstein
- Joana (1548–1613), casou-se com Jakob Truchsess de Waldburg-Zeil
- Wilhelm (1549–1594), casou-se com Sabine de Thun
- Kunigunde, casou-se com:
  1. Johann Truchsess de Waldburg-See-Waldsee
  2. Berthold de Königsegg
- Eleonora (n. 1554), casou-se com:
  1. Lazrus von Schwendi
  2. Johann IV de Limpurg-Schmiedelfeld
- Maria (n. 1555), casou-se com:
  1. Georg de Thurn
  2. Caspar de Lanthern
- Sibila (n. 1558), casou-se com Eitel Frederico IV, Conde de Hohenzollern
- Úrsula (n. 1564), casou-se com Bernhard de Ortenburg